# Jin Weiying
Jin Weiying (金维映, 16 de agosto de 1904 – c. 1940/1941), a veces conocida como Ah Jin, fue una maestra, revolucionaria, sindicalista china, miembro del Partido Comunista Chino (PCCh) y participante en la Gran Marcha.

## Primeros años
Jin nació en una familia de la nobleza progresista el 16 de agosto de 1904 en el distrito de Dinghai, República de China (ROC). Se mudó con su familia a las islas Zhoushan cuando era niña.
Jin se educó en la Escuela Normal de Mujeres de Ningpo con la directora Shen Yi y se convirtió en maestra.

## Actividad revolucionaria
Jin se unió al Partido Comunista Chino (PCCh) en 1926 y fue designada líder de una célula del PCCh en Dinghai. Durante este tiempo fue apodada "la Chica General de Dinghai" debido a su campaña entre los trabajadores para formar un sindicato.
Después de mudarse a Shanghai, Jin trabajó en una escuela primaria y continuó su participación en la organización sindical, convirtiéndose en secretaria del Grupo del Partido de los Trabajadores de la Seda. También fundó una escuela nocturna en 1930. En 1934, Jin fue elegida delegada del Congreso Nacional de la República Soviética de China.
Jin fue una de las treinta mujeres que acompañaron al Primer Frente del Ejército Rojo en la Larga Marcha. Trabajó como instructora política en la unidad de convalecencia y organizó el suministro de alimentos.

## Vida personal
Jin conoció al miembro del partido Deng Xiaoping en 1931 en Shanghái. Se casaron en Ruijin durante el verano de 1932, pero él cayó en desgracia políticamente, y se divorciaron antes de 1934. Posteriormente, Deng se convirtió en el líder supremo de la República Popular China entre 1978 y 1989.
Poco después de su divorcio, Jin se casó con el jefe del Departamento de Organización del Partido Comunista Chino, Li Weihan. Tuvieron un hijo, Li Tieying, en 1936.

## Muerte
En la primavera de 1938, Jin enfermó y tosía sangre, y viajó a Kuchino, cerca de Moscú en la Unión Soviética, para recibir tratamiento médico y estudiar. Jin murió en 1940 o 1941 y se cree que su muerte ocurrió durante los ataques aéreos alemanes en la Segunda Guerra Mundial.